# 店张街道
店张街道，是中华人民共和国陕西省咸陽市兴平市下辖的一个乡镇级行政单位。

## 行政区划
店张街道下辖以下地区：
店张社区、店张村、东北村、三星村、三村、韩村、王村、阿尚村、莪子村、陈阡村、大南村、小南村、里村、尚志村、西坡村和西张村。